# Trørød Skov
Trørød Skov er en statsskov i Rudersdal Kommune. Den kaldes også Trørød Hegn.
Skoven afgrænses til nord af Maglemosen, som i stenalderen var en fjord kaldet Vedbæk Fjord. Langs fjorden var der, i den tidligere stenalder talrige bosættelser. På nordsiden af fjorden udgravedede man i 70'rne de såkaldte Vedbæk-fund. Den nordlige del af skoven er en del af naturfredningen omkring Maglemosen.
Til vest afgrænses skoven af Caroline Mathildestien, der stiforbinder skoven med Folehave i nord og med  Jægersborg Hegn i syd.
Til syd-øst slutter skoven nær Vedbæk Kirke.
Til øst slutter skoven ved bebyggelserne langs  Strandvejen  mellem Vedbæk og Skodsborg.